# Der Angriff der Riesenmoussaka
Der Angriff der Riesenmoussaka (Originaltitel: Η Επίθεση του Γιγαντιαίου Μουσακά) ist eine griechische Science-Fiction-Parodie aus dem Jahr 1999. Produziert und geschrieben wurde der Film von Panos H. Koutras, der auch Regie führte. Der Film lief zuerst in Kinos in Frankreich und Japan an, mit entsprechend französischen und japanischen Untertiteln. Nachdem der Film auf mehreren Filmfestivals aufgeführt wurde, erreichte er schnell Kultstatus.

## Handlung
Außerirdische, die die Stadt Athen angreifen, verwandeln durch Strahlenbeschuss versehentlich eine Portion Moussaka in ein riesiges, mörderisches Wesen, das die Stadt angreift.

## Rezeption
Die Publikumswertung auf der Filmwebsite Rotten Tomatoes beträgt 2,8 von 5 Punkten.